# Стурза, Максим Иванович
Максим Иванович Стурза (род. 26 августа 1987 года, Красноярск) — российский регбист, правый столб.

## Биография

### Клубная карьера
Воспитанник команды «Красный Яр», в состав которой попал в 2007 году. В 2008 году французский специалист Кристиан Панзаволта часто ставил Максима в стартовый состав, выдавая ему большие авансы с учётом того «КЯ» в ту пору были большие кадровые проблемы в линии нападения. В дальнейшем его вытеснили из состава опытные регбисты, такие как Иван Прищепенко, Вячеслав Титика. В то время у игрока сложилась парадоксальная ситуация в карьере: он вызывался в сборную, но не попадал в заявки клуба на матчи.
Летом 2012 года Максим перешёл на правах аренды в «Фили». Следующим клубом Максима становится Новокузнецк, куда игрок переходит в 2013 году. В первом сезоне провел 12 игр, хотя тренер не полностью был доволен игроком, тем не менее он закрыл дефицитную позицию и остался в команде на следующий сезон. В дальнейшем Стурза становится одним из лидеров коллектива, благодаря игре и возрасту (он был старше и опытнее большинства молодых игроков команды). Далее в карьере игрока был любительский клуб «80-е»: в их составе Максим стал дважды чемпионом ФРЛ и чемпионом Красноярского края. Зимой 2019 года Максим вновь стал профессионалом, подписав контракт с Таганрогской «Булавой».
20 февраля 2022 года Стурза объявил о завершении игровой карьеры: его последним клубом стал волгоградский «Ротор».

### Карьера в сборной
В конце 2011 года новый главный тренер сборной России Кингсли Джонс вызвал Стурзу в главную команду России. Это так называемый вызов на перспективу. Максим впервые попал в заявку на матч против Украины, а сыграл первый матч против Грузии. Второй матч Максим сыграл 17 июня против Аргентины А (второй сборной Аргентины). В конце 2012 года вновь вызывался в сборную на учебно-тренировочный сбор.

## Достижения
- Вице-чемпион России: 2011, 2012
- Обладатель Кубка России: 2011
- Федеральная регбийная лига: 2017, 2018